# Lamera
Lamera ist eine Metal-Band aus Mannheim, die seit dem Jahre 2004 besteht.

## Geschichte
Die Band wurde im Ursprungsjahr von Thomas Franklin (Gitarre), Silvio Stolzenthaler (Schlagzeug) und Maximilian Gratzl (Gitarre) gegründet. Für ein Jahr wurde in dieser Besetzung lediglich experimentiert. Im Jahre 2005 stieß mit Mark Böhm ein Bassist zu Band. In dieser Besetzung wurden diverse Songs geschrieben, aber nie öffentlich aufgeführt oder aufgenommen. In diesem Zeitraum begann Thomas Franklin zusätzlich zum Gitarrenspiel den Gesang in der Band zu übernehmen. Ein Jahr nach seinem Einstieg verließ Mark Böhm die Band und wurde etwa ein halbes Jahr später durch Matej Satovic ersetzt. Erst im Jahre 2010 stieß mit Christopher Hummels ein weiteres Mitglied als Gitarrist und zweiter Sänger zur Band dazu. Christopher Hummels ist neben Lamera noch als Sänger/Songwriter und Gitarrist in der Band „Fall in Grace“ aktiv.
Die ersten Live-Auftritte hatte die Band im Jahre 2007. Bis zum Jahre 2011 spielt sie über 50 Gigs in Deutschland und Österreich. Darunter fielen Auftritte beim Rock Area Festival (2009), Raise the Roof Festival (2010) und Phönix Festival (2011), für die die Band die jeweiligen Newcomer-Bandwettbewerbe für sich entscheiden konnte.
Im Jahre 2012 unterschrieben Lamera ihren ersten Plattenvertrag bei Traunshumanz Records.

## Stil
Der Musikstil ist am ehesten dem modernen Death Metal, Groove Metal oder Metalcore zuzuordnen. Jedoch haben auch ruhigere Elemente Einfluss in die Musik gefunden.

## Diskografie
- 2008: Destruction Manual (Album)
- 2009: Apex (EP)
- 2012: Mechanically Separated (Album, Transhumanz Records)